# Список дипломатических миссий в Барбадосе

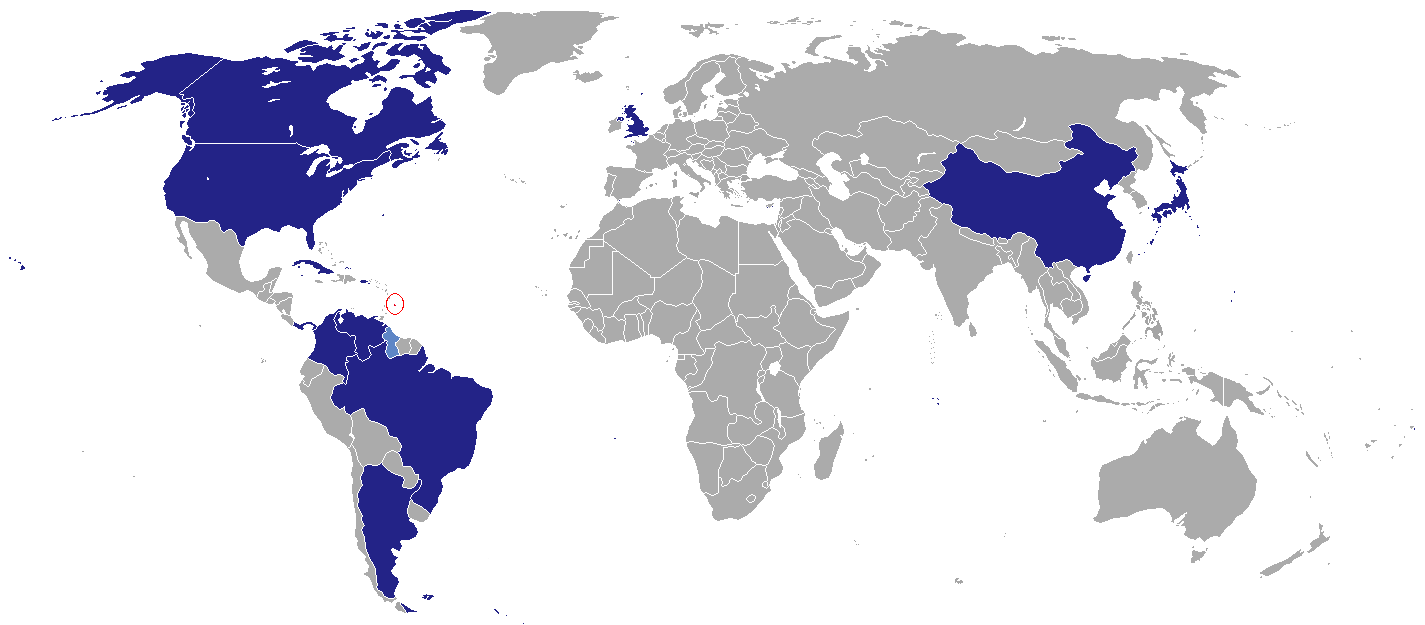
Дипломатические миссии на Барбадосе

Список дипломатических миссий в Барбадосе (англ. List of diplomatic missions in Barbados) — дипломатические миссии в государстве Барбадос. В столице Бриджтаун и его окрестностях находится 10 посольств, а также в столице находятся делегация Европейской комиссии и восточно-карибская миссия Организации Объединенных Наций. В некоторых других странах есть почётные консулы для оказания экстренной помощи своим гражданам.

## Посольства и верховные комиссии

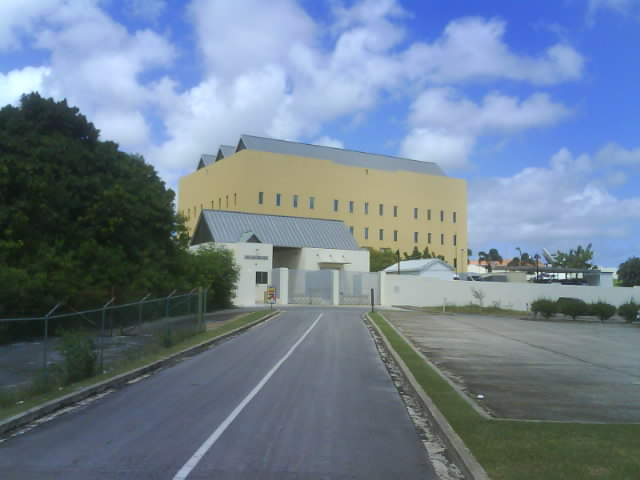
Посольство США в Бриджтауне

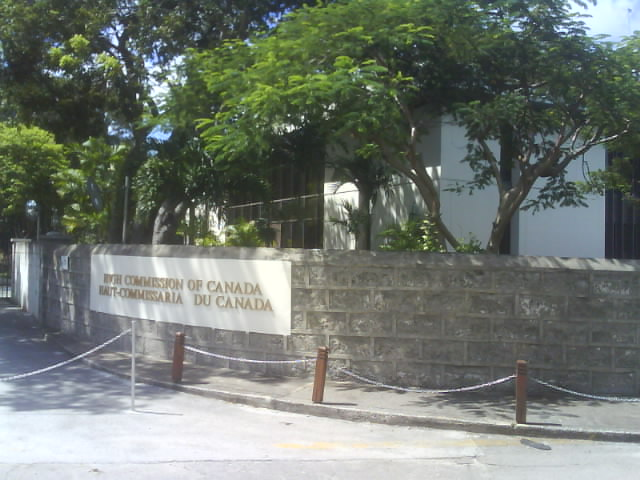
Верховная комиссия Канады в Бриджтауне

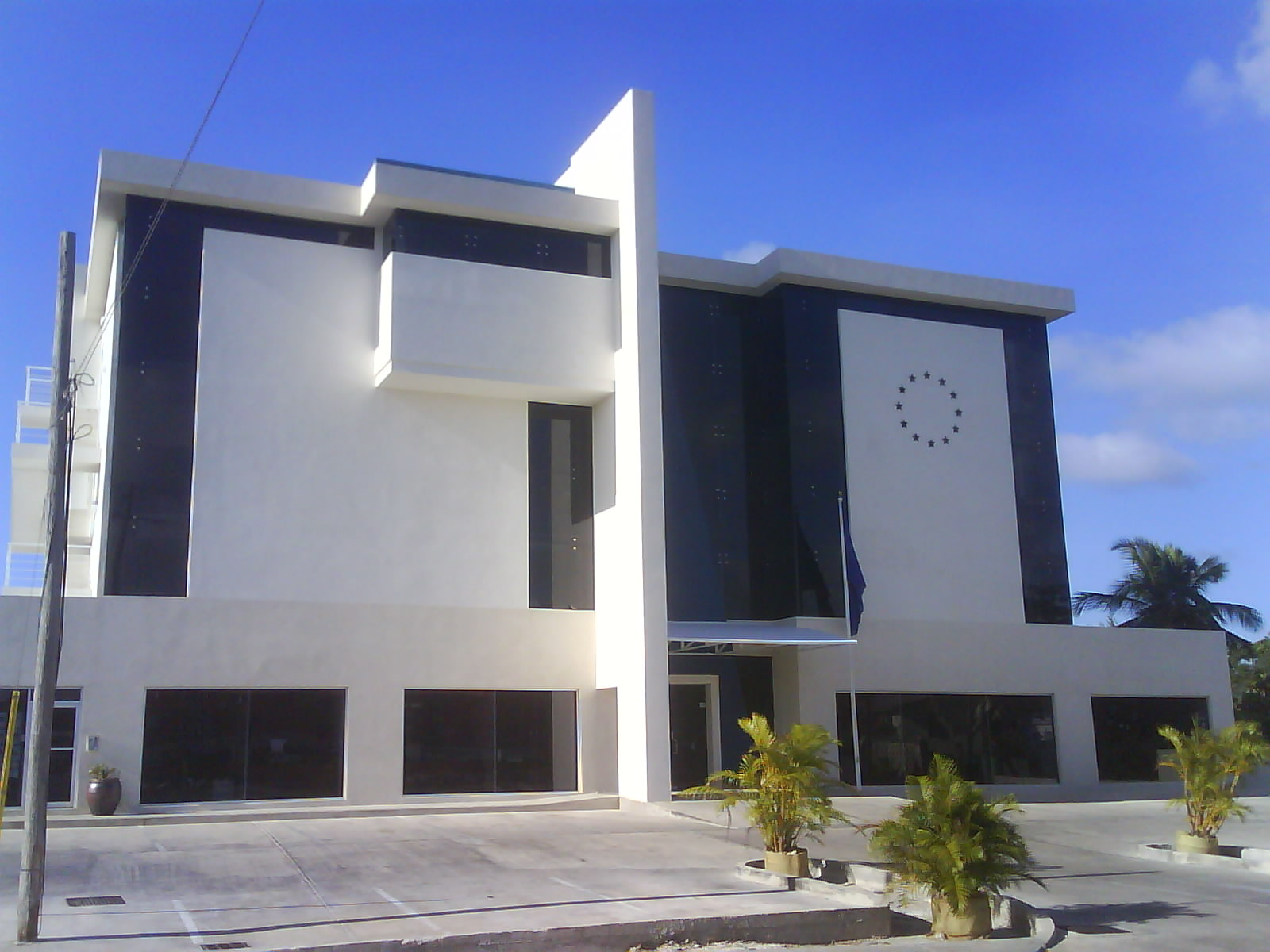
Делегация Европейской Комиссии

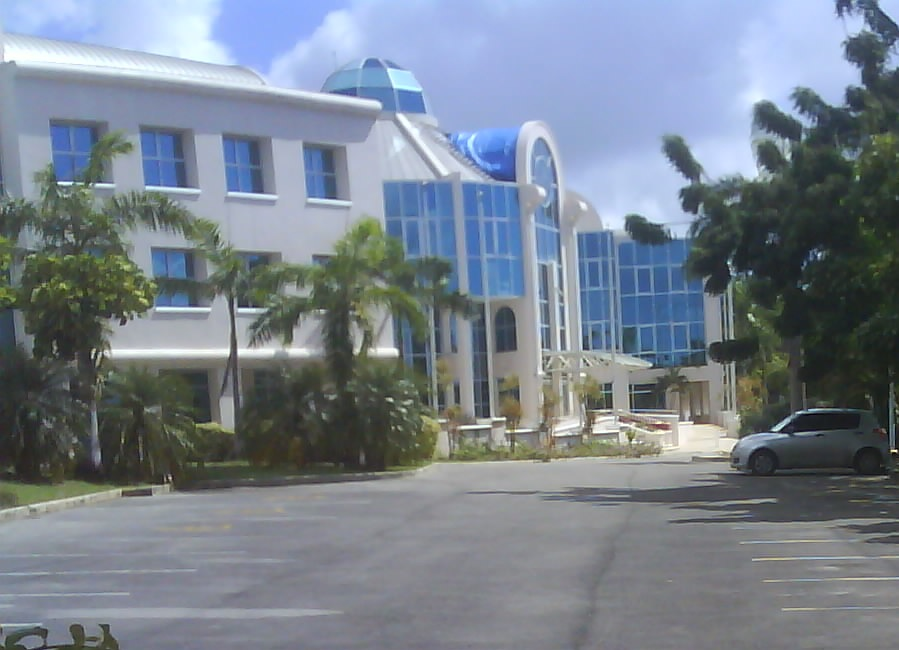
Дом Организации Объединённых Наций — Восточно-карибское отделение

### Бриджтаун
| - Аргентина - Бразилия - Канада - Китай - Куба - Япония - Новая Зеландия - Великобритания - США - Венесуэла |

### Генеральное консульство в Бриджтауне
- Гайана

## Представительства/миссии
- Европейский союз, Гастингс (Церковь Христа).  Миссия зоны свободной торговли CARIFORUM (CARICOM-Dom. Republic и Европейская комиссия)
- ООН Восточно-карибский офис[1] в Морских садах, Гастингс (Крайст-черч) Caribbean.org/
- Продовольственная и сельскохозяйственная организация Объединённых Наций (ФАО)
- Международный союз электросвязи (МСЭ)
- Панамериканская организация здравоохранения (ПАОЗ) / Всемирная организация здравоохранения (ВОЗ)
- ООН-женщины Caribbean.unwomen.org/en
- Программа развития Организации Объединённых Наций (ПРООН)
- Фонд Организации Объединённых Наций в области народонаселения (ЮНФПА) Caribbean.unfpa.org/
- Международный чрезвычайный детский фонд Организации Объединённых Наций (ЮНИСЕФ) Caribbean/
- Управление Организации Объединённых Наций по обслуживанию проектов (ЮНОПС) Caribbean/
- Мировая продовольственная программа Организации Объединённых Наций (ВЭФ) Caribbean

## Посольства в других странах, послы которых аккредитованы в Барбадосе
69 посольств, аккредитованных в Барбадосе, расположены в других странах:

### ВКаракасе15 посольств
| - Боливия - Чехия - Доминиканская республика - Финляндия - Греция - Индонезия - Иран - Италия | - Малайзия - Польша - Португалия - Румыния - Саудовская Аравия - Уругвай - Швейцария |

### ВГаване5 посольств
| - Гана - Кения - Ливия - КНДР - Словакия |

### ВНью-Йорке10 посольств
| - Эквадор - Гвинея - Исландия - Мальдивы - Намибия - Сьерра-Леоне - Сенегал - Таджикистан - Туркменистан - Замбия |

### ВПорт-оф-Спейне14 посольств
| - Австралия - Чили - Колумбия - Германия - Гватемала - Ямайка - Нидерланды | - Нигерия - Панама - Республика Корея - Испания - Суринам - Тринидад и Тобаго - Турция |

### ВВашингтоне11 посольств
| - Алжир - Республика Кипр - Ирландия - Израиль - Иордания - Маврикий - Перу - Филиппины - Сербия - Сингапур - Тунис |

### В других городах 14 посольств
| - Австралия (Богота) - Багамы (Нассау) - Бангладеш (Оттава) - Бельгия (Кингстон, Ямайка) - Дания (Копенгаген) - Франция (Кастри) - Индия (Парамарибо, Суринам) | - Мексика (Кастри) - Норвегия (Осло) - Россия (Джорджтаун, Гайана) - Южно-Африканская Республика (Кингстон) - Таиланд (Оттава) - (Бразилия) - ОАЭ (Богота) |

## Закрытые посольства
- Австралия (−2004)
- Китайская Республика (Тайвань) (1968—1977)